# 대전지방법원 천안지원

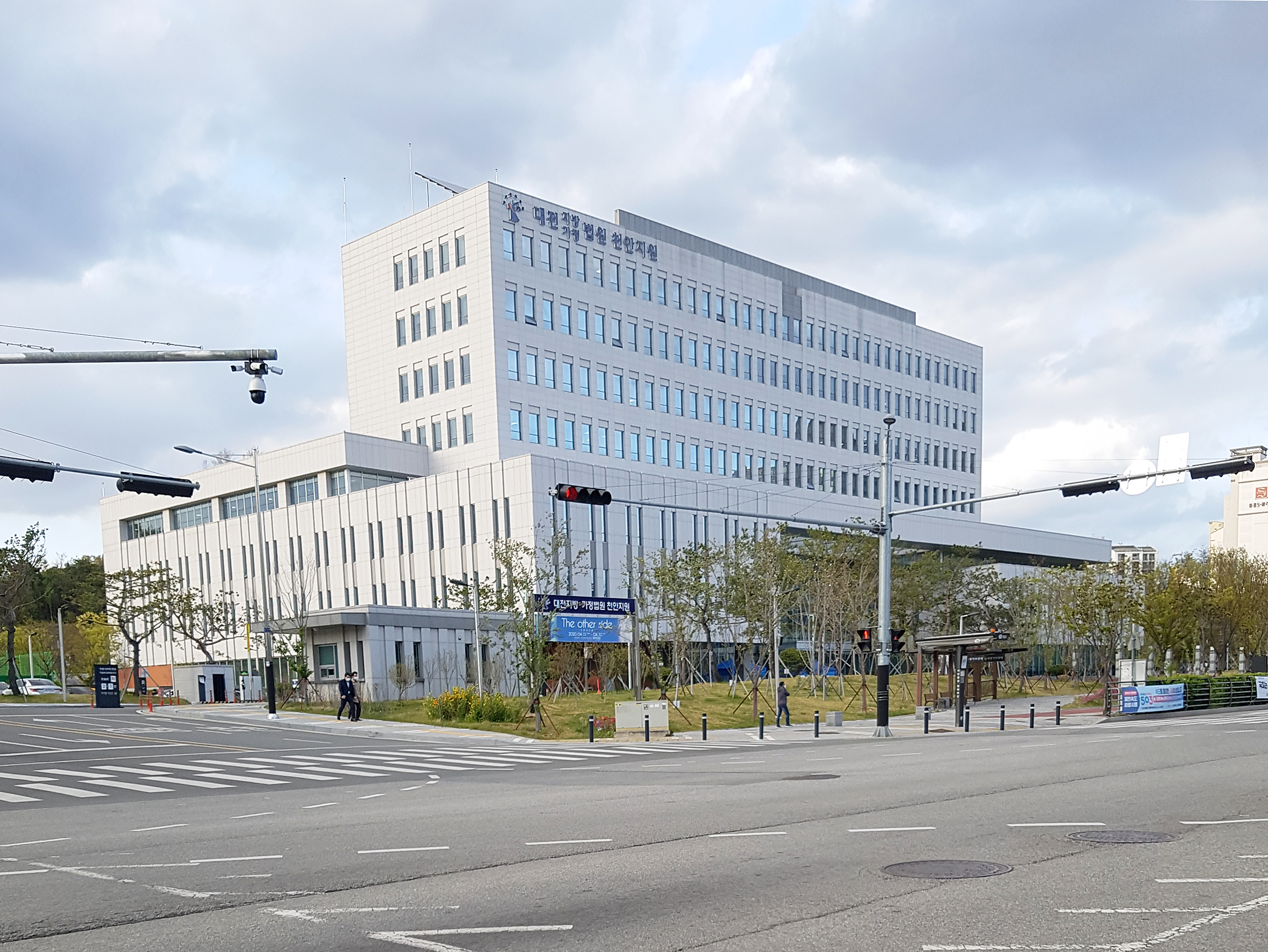
대전지방법원 천안지원

대전지방법원 천안지원(大田地方法院天安支院)은 대전지방법원의 관할 사건 중에서 천안시와 아산시를 관할하는 형사단독 사건, 즉결심판 사건의 재판과 천안시를 관할하는 등기에 관한 법원이다.

## 관할 구역
- 재판관할구역: 천안시, 아산시
- 등기관할구역: 천안시
- 즉결관할구역: 천안서북경찰서. 천안동남경찰서.아산경찰서

## 지원장
| 순번 | 이름   | 재임 기간                          |
| ---- | ------ | ---------------------------------- |
| 1대  | 정봉모 | 1948년 4월 13일 ~ 1951년 5월 20일  |
| 2대  | 김종성 | 1951년 5월 21일 ~ 1951년 8월 23일  |
| 3대  | 홍재경 | 1951년 8월 24일 ~ 1954년 10월 4일  |
| 4대  | 편영완 | 1954년 10월 5일 ~ 1955년 6월 30일  |
| 5대  | 이운근 | 1955년 7월 1일 ~ 1957년 3월 31일   |
| 6대  | 박남구 | 1957년 4월 30일 ~ 1961년 8월 25일  |
| 7대  | 배영준 | 1961년 8월 26일 ~ 1962년 7월 16일  |
| 8대  | 김종성 | 1962년 7월 17일 ~ 1969년 4월 6일   |
| 9대  | 김귀남 | 1969년 4월 7일 ~ 1972년 3월 30일   |
| 10대 | 홍성운 | 1972년 4월 1일 ~ 1975년 9월 30일   |
| 11대 | 공아도 | 1975년 10월 1일 ~ 1978년 12월 31일 |
| 12대 | 최규봉 | 1979년 1월 1일 ~ 1981년 8월 31일   |
| 13대 | 조용완 | 1981년 9월 1일 ~ 1983년 8월 31일   |
| 14대 | 이순영 | 1983년 9월 1일 ~ 1985년 8월 31일   |
| 15대 | 신성철 | 1985년 9월 1일 ~ 1988년 7월 31일   |
| 16대 | 양상훈 | 1988년 8월 1일 ~ 1990년 2월 28일   |
| 17대 | 하철용 | 1990년 3월 1일 ~ 1992년 2월 28일   |
| 18대 | 박유신 | 1992년 3월 1일 ~ 1995년 2월 28일   |
| 19대 | 노영보 | 1995년 3월 1일 ~ 1997년 2월 28일   |
| 20대 | 김종백 | 1997년 3월 1일 ~ 1998년 2월 28일   |
| 21대 | 최동식 | 1998년 3월 1일 ~ 1998년 8월 31일   |
| 22대 | 이성호 | 1998년 9월 1일 ~ 1999년 8월 31일   |
| 23대 | 오영권 | 1999년 9월 1일 ~ 2000년 7월 27일   |
| 24대 | 한상곤 | 2000년 7월 28일 ~ 2003년 2월 18일  |
| 25대 | 윤병구 | 2003년 2월 19일 ~ 2005년 2월 21일  |
| 26대 | 신동윤 | 2005년 2월 21일 ~ 2007년 2월 20일  |
| 27대 | 신귀섭 | 2007년 2월 21일 ~ 2008년 2월 11일  |
| 28대 | 이승훈 | 2008년 2월 21일 ~ 2010년 2월 21일  |
| 29대 | 허용석 | 2010년 2월 22일 ~ 2012년 2월 26일  |
| 30대 | 방승만 | 2012년 2월 27일 ~ 2014년 2월 25일  |
| 31대 | 최병준 | 2014년 2월 26일 ~ 2016년 2월 21일  |
| 32대 | 조용현 | 2016년 2월 22일 ~ 2017년 2월 8일   |
| 33대 | 이재회 | 2017년 2월 20일 ~ 2018년 2월 12일  |
| 34대 | 한영표 | 2018년 2월 26일 ~ 2020년 2월       |
| 35대 | 김용덕 | 2020년 2월 ~                       |

## 조직
- 사무국장
- 총무과
  - 총무과장
  - 인사, 서무
  - 회계,용도
  - 협의이혼
  - 개명 등
- 종합민원실
  - 종합민원실장
  - 공탁
  - 보관금
  - 민사본존계(제 증명)
  - 민사사건 접수
  - 민사문건 접수
  - 형사사건 접수
  - 형사문건 접수
- 민사과
  - 민사과장
  - 제1민사부
  - 민사1~8단독
  - 가사부
  - 가사단독(1단독, 2단독)
- 형사과
  - 형사과장
  - 형사합의부
  - 형사1~4단독
  - 약식계
  - 증인지원관
- 민사신청과
  - 민사신청과장
  - 신청사건 및 문건 접수
  - 보전처분(가압류/가처분)
  - 보전처분이의/취소, 제소명령
  - 압류해제, 담보취소
  - 경매2~7계
  - 기타집행1~2계
  - 채무불이행자 명부등재, 제소전 화해
  - 민사비송, 상사비송
  - 부동산 인도명령, 지급위탁
  - 소송비용 확정
  - 지급명령, 과태료
  - 재산관계명시, 재산조회
  - 공시최고, 소송구조
  - 임차권 등기, 채권배당
  - 강제집행 정지, 증거보존
  - 경매, 기타집행 사건접수
  - 기타신청 접수
- 등기과
  - 등기과장
  - 등기1~6계
  - 법인인감, 등본발급
  - 부동산 등본발급
  - 확정일자
  - 등기접수
- 집행관사무소

## 시군법원

### 아산시법원
- - 소액심판사건: 화해·독촉 및 조정에 관한 사건
  - 즉결심판사건
  - 협의이혼사건
  - 가압류사건(피보전채권액이 3,000만원 이하인 경우만 해당) 가압류이의, 가압류취소사건, 기타 시·군법원의 재판에 부수되는 신청사건
  - 공탁사건
    - 변제공탁: 시·군법원에서 종결된 확정판결(화해, 조정, 독촉 포함)에 의한 변제공탁
    - 재판상 보증공탁: 시·군법원 신청사건의 재판상 보증공탁

## 같이 보기
- 대법원
- 대전지방법원